# Масітаока (футбольний клуб)
Футбольний клуб «Масітаока» (англ. Masitaoka Football Club) — ботсванський професійний футбольний клуб з міста Габороне, який грав у Прем'єр-лізі Ботсвани.

## Історія
Клуб був заснований у 1962 році, але офіційно не був зареєстрований у Футбольній асоціації Ботсвани до 1968 року. Спочатку клуб базувався в Молепололе, але пізніше переїхав до столиці країни Габороне, хоча клуб все ще проводить свої домашні матчі на стадіоні «Молепололе». Клуб названий на честь частини племені баквена, масітаока. У сезоні 2020—2021 років клуб уперше зіграв у Прем'єр-лізі Ботсвани. Незважаючи на те, що в сезоні 2023—2024 років «Масітаока» зайняла 9-те місце в Прем'єр-лізі, та мала залишитися у найвищому дивізіоні, клуб продав своє місце в найвищому дивізіоні клубу «Мочуді Сентр Чіфс», та добровільно понизився до першого дивізіону.